# Starkvin
Starkvin är ett vin som är framställt med en tillsats av sprit. Den sprit som används är i stort sett alltid destillerad druvsprit, det vill säga destillerat vin. Alkoholhalten ligger vanligen mellan 15 och 22 volymprocent. Starkviner definieras, trots sin svenska beteckning, av sin framställningsmetod snarare än genom sin alkoholhalt. Ett oförstärkt vin ("vanligt vin") blir inte ett starkvin för att det kommer upp i en viss alkoholhalt, och det förekommer i vissa fall att oförstärkta viner kommer upp i en alkoholhalt på ungefär 16-17 volymprocent, vilket är något högre än de svagaste starkvinerna.
Enligt bland annat EU:s regelverk får starkvin endast bestå av vin och sprit, och vin får endast framställas genom jäsning av saften från vindruvor. Varken vin eller starkvin får enligt dessa regler innehålla kryddor, tillsatt socker eller liknande. Drycker som vermouth eller glögg är således inte starkviner, även om de framställs av bland annat vin och sprit. I sina butiker och kataloger använder Systembolaget begreppet "Starkvin m.m." om en kategori drycker där såväl starkviner som kryddade vinblandningar ingår.
Olika språk utnyttjar olika begrepp för starkviner. På engelska kallas de fortified wines, förstärkta viner, vilket också är den gängse internationella definitionen av ett starkvin. På tyska kallas de Südwein, sydviner, som tar fasta på att de ofta tillverkats i södra Europa, eller Likörwein, som tar fasta på deras likheter med likör. Begreppet likörvin förekommer också någon gång på svenska, bland annat i de officiella översättningarna av EU:s regelverk om vin. På danska kallas de hedvin, hetvin, vilket tar fasta på den "hetta" i smaken man kan uppfatta att alkoholen ger.
Starkviner kan vara helt torra, till exempel sherry av finotyp. Då har sprittillsatsen skett efter jäsningens slut. Starkviner kan också vara mer eller mindre söta, och det är denna typ av starkviner som sannolikt är mest känd. De framställs genom att avbryta jäsningen när en del av druvsaftens socker finns kvar i ojäst form. Sötning av vinet efter jäsningen är i allmänhet ej tillåtet.
Starkvin har sitt ursprung i den sena medeltiden, när destillerad sprit blev tillgänglig i vinländerna. Vid denna tid transporterades viner i trätunnor, och snart upptäckte man att en tillsats av sprit gjorde att vinet höll sig fräscht även under långa resor i tropiska farvatten. Anledningen till att en viss sprittillsats verkar konserverande är att de flesta bakterier (såsom ättiksyrabakterier, släktet Acetobacter) och jäststammar dör eller blir inaktiva vid högre alkoholhalt. På 1600-talet var de flesta av världens högst ansedda viner starkviner.

## Ett urval starkvinstyper
- Portvin
- Sherry
- Madeira
- Marsalavin